# Чеченские рассказы
«Чече́нские расска́зы» — книга прозы Александра Карасёва, названная по входящему в неё известному циклу рассказов о второй чеченской войне. Книга изучается в школах и вузах России, а также за рубежом, в рамках курсов «Современная русская проза», «Современная русская военная проза».

## Эволюция книги
Все версии книги сильно разнятся по составу, вариантам и сочетанию входящих произведений.

### Первая версия книги («Чеченские рассказы»)
Книга прозы Александра Карасёва из двух частей. Незавершённый на момент издания цикл «Чеченские рассказы» открывает книгу и составляет первую её часть.
- Предисловие Валерии Пустовой[1]
- Место издания: Москва
- Издательство: «Литературная Россия»
- Год издания: 2008
- 320 стр.
- Тираж: 1000 экз.
- ISBN 978-5-7809-0114-3

### Вторая версия книги (под названием «Предатель»)
Книга прозы Александра Карасёва — попытка «романа в рассказах». Незавершённый на момент издания цикл «Чеченские рассказы» открывает книгу. Цикл, сюжетно, единством героев, связан с последующими произведениями книги. Обложка книги выполнена в жёлтых тонах с восточным орнаментом на библейский сюжет предательства Иуды.
- Место издания: Уфа
- Издательство: «Вагант»
- Год издания: 2011
- 256 стр.
- Тираж: 200 экз. + электронная книга.
- ISBN 978-5-9635-0344-7

### Третья версия книги («Чеченские рассказы. Впервые в полном составе»)
Книга представляет собой завершённый автором цикл «Чеченские рассказы» в авторской редакции 2016 года. Дизайн обложки этой книги воспроизводит обложку первого издания 2008 года.
- Место издания: Екатеринбург
- Издательство: «Издательские решения»
- Год издания: 2016
- 208 стр.
- Тираж: электронная книга
- ISBN 978-5-4483-2388-1

### Четвёртая версия книги («Чеченские рассказы»)
Книга прозы Александра Карасёва из трёх частей. Завершённый цикл «Чеченские рассказы» составляет одну из частей книги, сюжетно, единством героев вписанную в общее полотно книги. Рассказы и повести имеют единую нумерацию внутри частей книги, располагаются в хронологическом порядке по действию, в них происходящему. Таким образом общее действие книги начинается в 1940 году в румынском городке Рени и заканчивается в десятые годы XXI века в Санкт-Петербурге. Дизайн обложки воспроизводит обложку первого издания 2008 года.
- Место издания: Екатеринбург
- Издательство: «Издательские решения»
- Год издания: 2018
- 254 стр.
- Тираж: печать по требованию + электронная книга
- ISBN 978-5-4490-5967-3

### Пятая версия книги («Чеченские рассказы. Полная авторская версия»)
В 2019 году автор вернулся к отдельному изданию цикла «Чеченские рассказы» (к третьей версии книги). Подзаголовок книги: «Полная авторская версия». Дизайн обложки как у четвёртой, третьей и первой версий книги.
- Место издания: Екатеринбург
- Издательство: «Издательские решения»
- Год издания: 2019, 2020, 2021
- 222 стр.
- Тираж: печать по требованию + электронная книга
- ISBN 978-5-4483-2388-1

При этом книга четвёртой версии была преобразована автором в роман в рассказах «Парк Победы» (ISBN 978-5-00-504800-4) с устранением деления на части и введением единой для всей книги нумерации глав. Состав глав-рассказов этой книги постоянно обновляется. Кроме того, автор восстановил издание книги «Предатель» (обложка второй версии с незначительным изменением обреза картинки; ISBN 978-5-4490-5967-3), которая представляет собой краткую версию романа в рассказах «Парк Победы» (рассказы только основной сюжетной линии).

### Шестая версия книги
На 2024 год собственно цикл «Чеченские рассказы», проиллюстрированный фотографиями Валерия Киселёва, издан под названием «Чеченские рассказы. Малая сборка — война» (ISBN 978-5-4483-2388-1), роман в рассказах «Парк Победы» — «Чеченские рассказы. Большая сборка — война и мир» (ISBN 978-5-00-504800-4). Обе книги имеют традиционную обложку первого издания с соответствующими подзаголовками.

## Премии
- Бунинская премия в номинации «Открытие года» (2008)[7][8].
- Лонг-лист премии «Национальный бестселлер» (2009).
- Лонг-лист премии «Национальный бестселлер» (2010) — версия «Предатель», позже вышедшая в издательстве «Вагант».
- В списке 50 лучших книг 2008 года по версии «НГ-Exlibris»[9].

## Рецензии
Мимо тех, кто интересуется серьёзной современной прозой, имя Александра Карасёва пройти незамеченным не могло. Карасёву 39 лет, он по-настоящему дебютировал в литературе «Чеченскими рассказами», которые были опубликованы в толстых журналах самых разных направлений, от «Знамени» до «Нашего современника». Лауреат премии Бунина. Об этой книге было написано много — меткого и точного, поверхностного и глупого и того, что пишут всегда и обо всех — того, что пишут «по роду занятий».
— Александр Мызников
Любой сборник сам по себе должен быть произведением, а не просто механическим сложением текстов. И у книги Карасёва есть свой стержень и своя идея. Есть выражение «театр военных действий». Представьте себе театральное колесо, сцену, которая поворачивается, открывая новые декорации, но не отменяя старые совсем. «Чеченские рассказы» — это такое колесо. От передовой, Чечни мы вместе с героями начинаем постепенно смещаться в мирную жизнь, но при этом Чечня никуда не исчезает, просто уходит на задний план. Теперь передовая оказывается тылом, куда сбегают — или хотят сбежать — люди (преимущественно военные), у которых никак не складывается жизнь. Слоняются по свету, недовольные, не нашедшие себя, сталкиваются, как частицы в броуновском движении, но и друг другу они не нужны.
- Анкудинов К. Последний боец реализма Архивная копия от 26 января 2022 на Wayback Machine // Литературная Россия. — 3 сентября 2020.  (Дата обращения: 1 апреля 2024)
- Бабицкая В. Малая проза // OpenSpase.ru. — 18 ноября 2008.  (Дата обращения: 1 апреля 2024)
- Берёза А. Чеченские рассказы Александра Карасёва // Бельские просторы. — 2009. — № 12.  (Дата обращения: 1 апреля 2024)
- Блынская Е. Порох слова Архивная копия от 26 января 2022 на Wayback Machine // Камертон. — 3 марта 2021.  (Дата обращения: 1 апреля 2024)
- Бойко М. Лаконичность, а не доскональность Архивная копия от 28 декабря 2017 на Wayback Machine // НГ-Exlibris. — 11 сентября 2008.  (Дата обращения: 1 апреля 2024)
- Ермаков О. Притяжение одиночек // Литературная Россия. — 12 ноября 2010. Резервная ссылка от 1.04.2024.  (Дата обращения: 1 апреля 2024)
- Захаров Ю. Армейский импрессионизм // Литературная Россия. — 19 февраля 2010. Резервная ссылка от 1.04.2024.  (Дата обращения: 1 апреля 2024)
- Кислицын К. Художественная книга о чеченской войне / Кислицын К. Н., Родин А. Б., Казакова И. В. Русская автобиографическая проза последних лет в зеркале литературного конкурса «Бунинская премия» // Знание. Понимание. Умение. — 2016. — № 3. — С. 273—280.  (Дата обращения: 1 апреля 2024)
- Крюкова Е. Чечня, армия, человек // Литературная Россия. — 17 июня 2011. Резервная ссылка от 1.04.2024.  (Дата обращения: 1 апреля 2024)
- Мызников А. Облик предателя // Полит. ру. — 12 марта 2010. Резервная ссылка от 1.04.2024.  (Дата обращения: 1 апреля 2024)
- Подховник Э. Незнакомая война Архивная копия от 24 января 2013 на Wayback Machine // Октябрь. — 2012. — № 12.  (Дата обращения: 1 апреля 2024)
- Подховник Э. «Парк Победы» или Почему русская литература почти неизвестна на Западе // LiveLib. — 26 июня 2021.  (Дата обращения: 1 апреля 2024)
- Рудалёв А. Импрессионизм русского воина // Литературная Россия. — 9 мая 2008. Резервная ссылка от 1.04.2024.  (Дата обращения: 1 апреля 2024)
- Савельев И. Ты не генерал, и слава богу Архивная копия от 17 декабря 2013 на Wayback Machine // Новый мир. — 2009. — № 3.  (Дата обращения: 1 апреля 2024)
- Сафронова Е. Игра с эпохой всерьёз Архивная копия от 30 марта 2014 на Wayback Machine // Урал. — 2009. — № 3; Все жанры, кроме скучного. — М.: Вест-Консалтинг, 2013. — С. 44—49. — ISBN 978-5-91865-228-2.  (Дата обращения: 1 апреля 2024)
- Филиппов Д. Следующая станция… Парк Победы… Архивная копия от 26 января 2022 на Wayback Machine // News.ap-pa.ru. — 17 сентября 2020.  (Дата обращения: 1 апреля 2024)
- Шенкман Я. В городах и окопах // Книжное обозрение. — 2008. — № 36—37. Резервная ссылка от 1.04.2024.  (Дата обращения: 1 апреля 2024)

## «Чеченские рассказы» в критических статьях
- Анкудинов К. Н. Парадоксы реализма Архивная копия от 24 января 2022 на Wayback Machine // Юность. — 2021. — № 10.  (Дата обращения: 1 апреля 2024)
- Ганиева А. А. Полёт археоптерикса. О мотивах современной российской прозы // Литературная учёба. —2009. — № 2.  (Дата обращения: 1 апреля 2024)
- Пустовая В. Е. Человек с ружьём: смертник, бунтарь, писатель // Новый мир. — 2005. — № 5; Толстая критика: российская проза в актуальных обобщениях. М.: РГГУ, 2012. ISBN 978-5-7281-1286-0.  (Дата обращения: 1 апреля 2024)
- Рудалёв А. Г. Обыкновенная война. Проза о чеченской кампании // Дружба народов. — 2006. — № 5.  (Дата обращения: 1 апреля 2024)
- Фролов И. А. Книга Песка, или Mon héros — c’est moi // Литературная учёба. — 2010. — № 1.  (Дата обращения: 1 апреля 2024)

## «Чеченские рассказы» в диссертациях и научных статьях
- Абашева М. П., Аристов Д. В. Военная проза 1990—2000-х годов: генезис и поэтика // Вестник Томского государственного педагогического университета. Т., 2010. Вып. 8 (98). С. 133—137.  (Дата обращения: 1 апреля 2024)
- Аристов Д. В. «Окопная правда» — вчера и сегодня // Филологический класс. Екб., 2010. № 23. С. 30—35.  (Дата обращения: 1 апреля 2024)
- Аристов Д. В. О природе реализма в современной русской прозе о войне (2000-е годы) // Вестник Пермского университета. Российская и зарубежная филология. П., 2011. Вып. 2 (14). С. 169—175.  (Дата обращения: 1 апреля 2024)
- Аристов Д. В. Русская батальная проза 2000-х годов: традиции и трансформации. Диссертация на соискание учёной степени кандидата филологических наук. П.: ПГГПУ, 2013.  (Дата обращения: 1 апреля 2024)
- Аристов Д. В. Современная «окопная правда»: герой, сюжет, конфликт // Литература сегодня: знаковые фигуры, жанры, символические образы: материалы XV научно-практической конф. Екб., 2011. С. 29—32.
- Выговская Н. С. Молодая военная проза второй половины 1990 — начала 2000-х годов: имена и тенденции. Диссертация на соискание учёной степени кандидата филологических наук. М.: МГУ, 2009.  (Дата обращения: 1 апреля 2024)
- Довлеткиреева Л. М. Современная чеченская «военная» проза: историко-культурный контекст, жанровый состав, поэтика (1990—2011 гг.). Диссертация на соискание учёной степени кандидата филологических наук. Нл., 2010.  (Дата обращения: 1 апреля 2024)
- Ерофеева М. А. Проза А. А. Проханова (проблематика и поэтика). Диссертация на соискание учёной степени кандидата филологических наук. Тв.: ТГУ, 2010.  (Дата обращения: 1 апреля 2024)
- Кайгородова В. Е. Рассказы Александра Карасёва: Герои. Конфликты // Гуманитарная культура: сб. учебно-методических материалов. П.: ПКИПКРО, 2009. Ч. 5. С. 73—83.
- Ключинская О. В. Военная проза О. Н. Ермакова: проблема жанрово-стилевого единства. Диссертация на соискание учёной степени кандидата филологических наук. Вл.: ДВГУ, 2010.  (Дата обращения: 1 апреля 2024)
- Савинкова О. Социальный институт армии и его отражение в современной литературе // Слово — текст — смысл: сб. студен. науч. работ. Екб.: УрФУ, 2006. Вып. 2. С. 55—58. Резервная ссылка от 1.04.2024.  (Дата обращения: 1 апреля 2024)
- Серова А. А. Новый реализм как художественное течение в русской литературе XXI века. Диссертация на соискание учёной степени кандидата филологических наук. Нижний Новгород: НГУ, 2015.  (Дата обращения: 1 апреля 2024)
- Silver, Courtney. Criticism and Complaint In Soldiers’ Narratives of the Chechen Wars. Master thesis. University of Colorado, Boulder, 2017.  (Дата обращения: 1 апреля 2024)

## Библиогиды
- Живое слово о войне: критический обзор современной российской военной прозы / Сост. А. Кузечкин. Нижний Новгород: МУК Централизованная библиотечная система, 2010.  (Дата обращения: 1 апреля 2024)
- Мы были на войне, которой не было: библиогид по военной прозе молодых авторов России. Вып. 9 / Сост. Л. В. Запащикова. Челябинск: ГУК Челябинская областная юношеская библиотека, 2010 (Литературные имена нового века).  (Дата обращения: 1 апреля 2024)
- «Мы ещё не вернулись…» (тема чеченской войны в современной российской прозе) [Текст]: обзор / Сост. В. В. Дергилёва, отв. за вып. Е. Г. Наумова. Волгоград: Волгогр. обл. б-ка для молодежи, метод.-библиогр. отд., 2016. Вып. 12 (Чтение — тоже имидж!). 18 с.  (Дата обращения: 1 апреля 2024)

Другие книги Александра Карасёва
- Орёл Шестого легиона (ранее «Два капитана»). (Екб.: Издательские решения, 2018, 2019, 2020, 2021, 2024. ISBN 978-5-4490-6866-8) — книга состоит из произведений Александра Карасёва, не вошедших в книгу «Чеченские рассказы. Большая сборка — война и мир».
- Эльвира. (Повесть. Graz: Mosquito, 2014; Повесть о любви. Екб.: Издательские решения, 2019, 2020, 2021. ISBN 978-5-00-505916-1[12]) — отдельное издание повести «Эльвира».